# Klauza v Rajnochovicích
Klauza se nachází na vodním toku Juhyně v katastrálním území Rajnochovice v okrese Kroměříž. Je chráněna jako kulturní památka České republiky a je na seznamu ohrožených kulturních památek ČR.

## Historie
Klauza byla postavena asi v roce 1860 u silnice II/437 mezi Trojákem a Tesákem na horním toku Juhyně v údolí pod vrchem Hrubá jedle (636 m n. m.). Další klauza byla postavena v roce 1846 na Rosošném potoce přítoku Juhyně v blízkosti Teodorového pramene. Plavení dříví probíhalo 10–14 dní už od 17. století a bylo ukončeno na začátku 20. století (asi do roku 1914). Využívalo se jarních nebo přívalových vod. Zatím co klauza na Rosošném potoce byla v roce 1998 a 2008 opravena, kulturní památka na Juhyni chátrá.
Kolem klauzy vede cyklotrasa 5053.

## Popis
Klauza byla postavena jako nádrž pro zachycení vody a pak její postupné uvolnění pro plavení dříví. Průtočný profil horního toku Juhyně a její četné zákruty nedovolovaly plavit dlouhé kmeny a tak se předpokládá, že byla plavena polena a kratší kusy kmenů.
Sypaná hráz klauzy měla výšku 4,4 m a uprostřed hráze byla vyzděna propust z kamenného zdiva. Hráz zachytila přívalovou vodu a za ní vznikla retenční nádrž. V propusti bylo stavidlo, které se skládalo z ocelové plotny zvedané táhlem ukončeném ve šroubovém vřetenu. Litinové zvedací zařízení se nedochovalo.
Nad stavidlem byl postaven přístřešek k ochraně zvedacího zařízení. Dřevěný přístřešek měl stanovou střechu krytou šindelem a na jednom vodorovném trámu byl vyřezán datum 26. VII. 1911.